# Mount Desert
Mount Desert ist eine Town im Hancock County des Bundesstaates Maine in den Vereinigten Staaten. Im Jahr 2020 lebten dort 2146 Einwohner in 2205 Haushalten auf einer Fläche von 142,14 km².

## Geografie
Nach dem United States Census Bureau hat Mount Desert eine Gesamtfläche von 142,14 km2, von denen 95,52 km2 Land sind und 46,62 km² aus Gewässern bestehen.

### Geografische Lage
Mount Desert liegt auf der Insel Mount Desert Island in der Penobscot Bay vor der Küste Mains im Atlantischen Ozean, zentral im Süden des Hancock Countys. Es nimmt den zentralen Teil der Insel ein. Der größte See auf dem Gebiet der Town ist der Long Pond, zudem gibt es den Echo Lake und den Jordan Pond. Der Somes Sound erstreckt sich zentral tief in das Gebiet von Mount Desert und teilt es fast komplett. Die Oberfläche ist hügelig und die höchste Erhebung ist der 415 m hohe Sargent Mountain. Ein großer Teil des Gebietes wird vom Acadia-Nationalpark eingenommen.

### Nachbargemeinden
Alle Entfernungen sind als Luftlinien zwischen den offiziellen Koordinaten der Orte aus der Volkszählung 2010 angegeben.
- Norden: Bar Harbor, 7,9 km
- Osten: Winter Harbor, 14,1 km
- Süden: Cranberry Isles, 21,4 km
- Südwesten: Tremont, 14,6 km
- Westen: Blue Hill, 22,8 km
- Nordwesten: Surry, 20,0 km
- Nordnordwesten: Trenton, 8,7 km

### Stadtgliederung
In Mount Desert gibt es mehrere Siedlungsgebiete: Asticou, Beech Hill, Hall Quarry, Long Pond, Northeast Harbor, Otter Creek, Pretty Marsh, Seal Harbor, Somesville und Sound.

### Klima
Die mittlere Durchschnittstemperatur in Mount Desert liegt zwischen −6,1 °C (21° Fahrenheit) im Januar und 20,6 °C (69° Fahrenheit) im Juli. Damit ist der Ort gegenüber dem langjährigen Mittel der USA um etwa 6 Grad kühler. Die Schneefälle zwischen Oktober und Mai liegen mit bis zu zweieinhalb Metern mehr als doppelt so hoch wie die mittlere Schneehöhe in den USA; die tägliche Sonnenscheindauer liegt am unteren Rand des Wertespektrums der USA.

## Geschichte

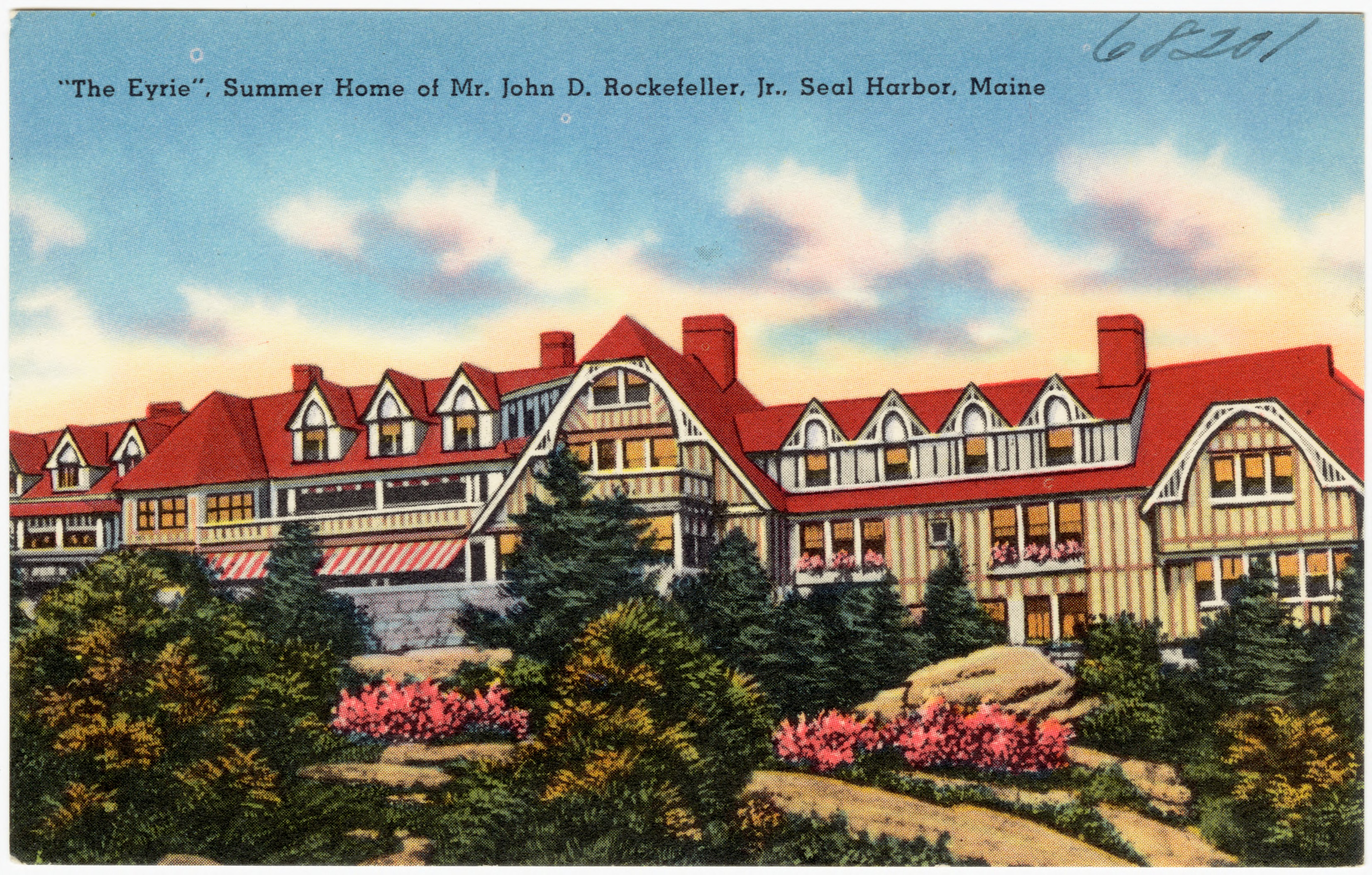
The Eyrie, Sommerhaus von John D. Rockefeller

Die Siedlungsgeschichte der Insel Mount Desert Island begann im Jahr 1604 durch Pierre Dugua de Mons. Im Jahr 1688 gab Ludwig XIV. die Insel Mount Desert als Grant mit weiteren Gebieten an Antoine de la Motte Cadillac. Laumet war Offizier in seinen Diensten, später Gouverneur von Louisiana. Cadillac konnte sich nicht auf dem Land behaupten und verließ es im Jahr 1713. Seine Nachfahrin Madame de Gregoire beanspruchte das Land im Jahr 1785 vor dem General Court of Massachusetts. Dieser bestätigte den Anspruch jedoch abzüglich des Landes, welches durch Siedler aktuell besiedelt war.
Die Mount Desert Island Plantation wurde im Jahr 1776 organisiert. Sie umfasste die komplette Insel Mount Desert sowie weitere umgebende Inseln. Als Town wurde Mount Desert am 17. Februar 1789 organisiert. Bereits 1796 wurde im nördlichen Teil die eigenständige Town Eden, heute Bar Harbor, gegründet. Die Town Cranberry Isles organisierte sich 1830 und Bear Island organisierte sich als Town im Jahr 1849.
Im Jahr 1838 gründete sich die Town Seaville aus den Gebieten Bartletts Island, Hardwood und Robinsons Island, heute Tinker Island. Bartletts Island wurde 1859 zurück an Mount Desert gegeben. Hardwood und Robinsons Island gehören heute zu Tremont, ebenso wie Mansel, welches im Jahr 1848 zunächst eigenständig organisiert wurde.
Mount Desert Island mit seinen Towns entwickelte sich zum Ende des 19. und zu Beginn des 20. Jahrhunderts zu einem beliebten Ferienort. Reiche amerikanische Familien wie die Rockefeller und die Astor besaßen hier Ferienhäuser.

## Einwohnerentwicklung
| Volkszählungsergebnisse – Town of Mount Desert, Maine | Volkszählungsergebnisse – Town of Mount Desert, Maine | Volkszählungsergebnisse – Town of Mount Desert, Maine | Volkszählungsergebnisse – Town of Mount Desert, Maine | Volkszählungsergebnisse – Town of Mount Desert, Maine | Volkszählungsergebnisse – Town of Mount Desert, Maine | Volkszählungsergebnisse – Town of Mount Desert, Maine | Volkszählungsergebnisse – Town of Mount Desert, Maine | Volkszählungsergebnisse – Town of Mount Desert, Maine | Volkszählungsergebnisse – Town of Mount Desert, Maine | Volkszählungsergebnisse – Town of Mount Desert, Maine |
| Jahr                                                  | 1700                                                  | 1710                                                  | 1720                                                  | 1730                                                  | 1740                                                  | 1750                                                  | 1760                                                  | 1770                                                  | 1780                                                  | 1790                                                  |
| ----------------------------------------------------- | ----------------------------------------------------- | ----------------------------------------------------- | ----------------------------------------------------- | ----------------------------------------------------- | ----------------------------------------------------- | ----------------------------------------------------- | ----------------------------------------------------- | ----------------------------------------------------- | ----------------------------------------------------- | ----------------------------------------------------- |
| Einwohner                                             |                                                       |                                                       |                                                       |                                                       |                                                       |                                                       |                                                       |                                                       |                                                       | 744                                                   |
| Jahr                                                  | 1800                                                  | 1810                                                  | 1820                                                  | 1830                                                  | 1840                                                  | 1850                                                  | 1860                                                  | 1870                                                  | 1880                                                  | 1890                                                  |
| Einwohner                                             | 721                                                   | 1047                                                  | 1349                                                  | 1603                                                  | 1887                                                  | 782                                                   | 916                                                   | 918                                                   | 1017                                                  | 1355                                                  |
| Jahr                                                  | 1900                                                  | 1910                                                  | 1920                                                  | 1930                                                  | 1940                                                  | 1950                                                  | 1960                                                  | 1970                                                  | 1980                                                  | 1990                                                  |
| Einwohner                                             | 1600                                                  | 1569                                                  | 1497                                                  | 2022                                                  | 2047                                                  | 1776                                                  | 1663                                                  | 1659                                                  | 2063                                                  | 1899                                                  |
| Jahr                                                  | 2000                                                  | 2010                                                  | 2020                                                  | 2030                                                  | 2040                                                  | 2050                                                  | 2060                                                  | 2070                                                  | 2080                                                  | 2090                                                  |
| Einwohner                                             | 2109                                                  | 2053                                                  | 2146                                                  |                                                       |                                                       |                                                       |                                                       |                                                       |                                                       |                                                       |

## Kultur und Sehenswürdigkeiten

### Bauwerke
In Mount Desert und den zugehörigen Villages Northeast Harbor und Seal Harbor wurden ein Distrikt und eine Reihe von Gebäuden unter Denkmalschutz gestellt und ins National Register of Historic Places aufgenommen.
Als Distrikt wurde unter Denkmalschutz gestellt:
- Somesville Historic District, aufgenommen 1975, Register-Nr. 75000092

Northeast Harbor
- Bear Island Light Station, aufgenommen 1988, Register-Nr. 88000043
- Daniel Coit Gilman Summer Home, aufgenommen 1966, Register-Nr. 66000093
- St. Mary's-By-The-Sea, aufgenommen 2000, Register-Nr. 00000761
- Sea Change, aufgenommen 2009, Register-Nr. 08000991
- Union Church of Northeast Harbor, aufgenommen 1998, Register-Nr. 98000722

Seal Harbor
- Saint Jude’s Episcopal Church, aufgenommen 1986, Register-Nr. 86001905
- Seal Harbor Congregational Church, aufgenommen 1985, Register-Nr. 85000272

## Wirtschaft und Infrastruktur

### Verkehr
Die Maine State Route 3 und die Maine State Route 102 verlaufen von Bar Harbor ausgehend in südliche Richtung durch Mount Desert.

### Öffentliche Einrichtungen
Es gibt mehrere medizinische Einrichtungen und Krankenhäuser in Bar Harbor und Ellsworth.
In den Villages Northeast Harbor und Somesville befinden sich öffentliche Büchereien.

### Bildung
Für die Schulbildung in Mount Desert ist das Mount Desert School Department zuständig, zusätzlich gehört Mount Desert zum Mt Desert CSD und mit Bar Harbor, Bass Harbor, Cranberry Isles, Deer Isle, Frenchboro, Southwest Harbor, Swan’s Island und Trenton zum Mount Desert Island Regional School System - AOS 91.
In Mount Desert gibt es die Mount Desert Elementary School mit Schulklassen vom Kindergarten bis 8. Schuljahr.

## Persönlichkeiten

### Söhne und Töchter der Stadt
- Charles H. Fernald (1838–1921), Geologe und Zoologe

### Persönlichkeiten, die vor Ort gewirkt haben
- Samuel Fleming Barr (1829–1919), Politiker
- Marguerite Yourcenar (1903–1987), Schriftstellerin
- Moritz Geiger (1880–1937), Philosoph